# Championnats du monde de BMX 2002
Navigation
Édition précédente Édition suivante
Les championnats du monde de BMX 2002, septième édition des championnats du monde de BMX organisés par l'Union cycliste internationale, ont eu lieu du 26 au 28 juillet 2002 à Paulinia, au Brésil. Ils sont remportés par l'Américain Kyle Bennett chez les hommes et par l'Argentine María Gabriela Díaz chez les femmes.

## Podiums
| Épreuves                     | Or                  | Argent             | Bronze          |
| ---------------------------- | ------------------- | ------------------ | --------------- |
| Épreuves masculines          |                     |                    |                 |
| Élite hommes                 | Kyle Bennett        | Randy Stumpfhauser | Wade Bootes     |
| Cruiser élite hommes         | Randy Stumpfhauser  | Cristian Becerine  | Michal Prokop   |
| Épreuve masculines - juniors |                     |                    |                 |
| Junior hommes                | Pablo Gutierrez     | Taylor Wells       | Edwin Montoya   |
| Cruiser junior hommes        | Santiago Duque      | Jérémy Cotte       | Pablo Gutierrez |
| Épreuves féminines           |                     |                    |                 |
| Élite femmes                 | María Gabriela Díaz | Karine Chambonneau | Jana Horáková   |
| Junior femmes                | Willy Kanis         | Cyrielle Convert   | Analía Díaz     |

## Tableau des médailles
| Rang  | Nation     | Or | Argent | Bronze | Total |
| ----- | ---------- | -- | ------ | ------ | ----- |
| 1     | États-Unis | 2  | 2      | 0      | 4     |
| 2     | France     | 1  | 3      | 1      | 5     |
| 3     | Argentine  | 1  | 1      | 1      | 3     |
| 4     | Colombie   | 1  | 0      | 1      | 2     |
| 5     | Pays-Bas   | 1  | 0      | 0      | 1     |
| 6     | Tchéquie   | 0  | 0      | 2      | 2     |
| 7     | Australie  | 0  | 0      | 1      | 1     |
| Total | Total      | 6  | 6      | 6      | 18    |